# 时钟座ιb
时钟座ι星b，也被称为HR 810b，是一颗位于时钟座、距离地球约50光年的系外行星。最初的天体测量结果显示该行星的质量约为木星质量的24倍，这使其可能成为一颗褐矮星，后来经过修正的数据显示其质量下限为2.26MJ。时钟座ι星b是发现的首颗处于适居带内的系外行星，同时它也是日射量接近水星的类木行星的原型。

## 观测与发现
时钟座ι星b的发现是对四十颗太阳相似体进行的长期观测得出的结果，该观测活动始于1992年11月。该行星是欧洲南方天文台的设备发现的首颗系外行星，其观测数据来自于智利的拉西利亚天文台。
依据开普勒光谱学，科学家测得该行星的轨道周期为320.1地球日，这表明其质量下限为2.26MJ。“该行星的轨道离心率为0.161，半长轴为0.925天文单位，它是迄今为止轨道最接近地球轨道的系外行星。”时钟座ι星b于1998年夏为马丁·柯斯特所领导的团队发现，它是该团队发现的第一颗系外行星。
数据显示时钟座ι星b的轨道周期为320地球日，依据这一数据，以及已知的中央恒星的质量(1.03倍太阳质量)和轨道速度变化幅度，科学家确定了该行星的质量下限为2.26MJ。
该行星在一个略呈椭圆的轨道上环绕其母星运转。如果该行星位于太阳系内，其轨道将覆盖从水星轨道外侧（距离太阳1亿1700万公里或0.78天文单位）至地球轨道外侧（距离太阳1亿6200万公里或1.08天文单位）的区域。由于该行星的质量至少为地球的720倍，人们预测它是一颗更为类似木星的行星。

## 物理特性
时钟座ι星b是人类发现的首颗处于适居带内的系外行星。不过基于其轨道与中央恒星的距离，该行星可能位于适居带的内侧。这样，该行星的日射量将可能接近水星。
就该行星的质量和轨道距离来说，它可能保有一个卫星系统。由它的质量下限推测，其卫星的顺行轨道距离行星中心约412万公里。而要保持这一稳定轨道，则该卫星的质量上限为10M⊕。该行星表面的反照率约为0.79。其引力的影响范围(即希尔球)约为1147万公里(0.076天文单位)。不过这些测算都是基于该行星的质量下限值。由于时钟座ι星是一颗较太阳年轻的恒星，在该系统中发现的原行星盘使人猜测该系统可能仍然处于碎片轰击阶段。
曾有科学家预测该行星的质量可能达到了木星质量的24倍，从地球上观测其轨道倾角为5.5°。如果此种预测准确，时钟座ι星b则可能是时钟座ι星的伴星——一颗极其微暗的褐矮星。不过后来这一数据被证明仅仅对于测定该行星的轨道倾角上限有参考价值；而这类数据往往与实际测得的轨道倾角值相矛盾，这种情况即发生在了HD 192263b、巨蟹座55c和仙后座υ星d的测量中。